# Dorffeld (Witzhelden)
Dorffeld ist eine einzelstehende Ortslage bei Witzhelden in Leichlingen (Rheinland) im Rheinisch-Bergischen Kreis.

## Lage und Beschreibung
Dorffeld liegt südlich von Witzhelden an der Landesstraße 359 oberhalb des Wersbachtals nahe der Stadtgrenze zu Burscheid. Nachbarorte sind neben dem Höhendorf Witzhelden das nahe Wersbach, Nüsenhöfen, Bern, Neuenhof, Meie, Feld, Höhscheid, Windfoche, Tirol und Wersbacher Mühle auf Leichlinger und Berringhausen, Paffenlöh und Oberwietsche auf Burscheider Stadtgebiet.

## Geschichte
Der Ort ist unbeschriftet auf der Preußischen Uraufnahme von 1844 verzeichnet, frühere Kartenwerke zeigen die Stelle unbesiedelt. Der Siedlungskern von Dorffeld liegt östlich der heutigen Landesstraße, im ersten Viertel des 20. Jahrhunderts kamen weitere Wohngebäude westlich der Straße hinzu. Im 19. Jahrhundert gehörte Dorffeld dem Kirchspiel Witzhelden der Bürgermeisterei Burscheid an. Aufgrund der Gemeindeordnung für die Rheinprovinz erhielt 1845 das Kirchspiel Witzhelden den Status einer Gemeinde, schied aus der Bürgermeisterei Burscheid aus und bildete ab 1850 eine eigene Bürgermeisterei. Am 1. Januar 1975 wurde die Gemeinde Witzhelden mit Wersbach in Leichlingen eingemeindet.